# Eustomias cancriensis
Eustomias cancriensis és una espècie de peix de la família dels estòmids i de l'ordre dels estomiformes. Va ser descrit per Robert H. Gibbs, Thomas A.Clarke i Janet R. Gomon el 1983.

## Morfologia
Els adults poden assolir fins a 17,5 cm de longitud total.

## Hàbitat
És un peix marí i d'aigües profundes que viu fins als 1.500 m de fondària.

## Distribució geogràfica
Es troba al Pacífic occidental (entre 128° i 178°E).